# Paysandú (departement)

Departementets läge i Uruguay.

Departementets flagga.

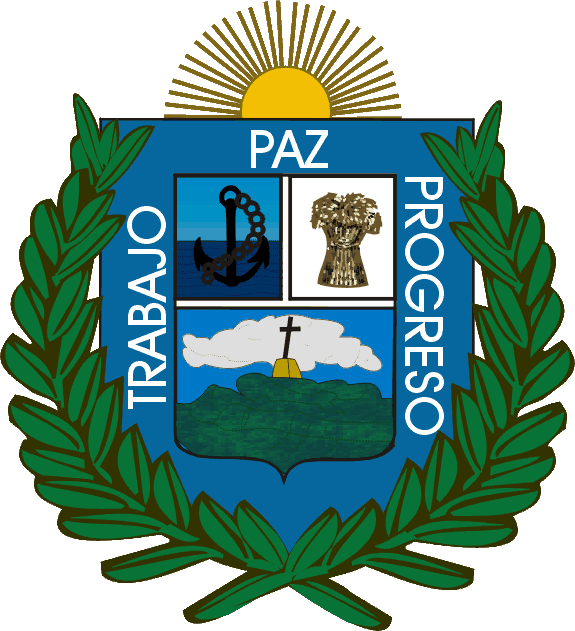
Departementets emblem.

Departementet Paysandú (Departamento de Paysandú) är ett av Uruguays 19 departement.

## Geografi
Paysandú har en yta på cirka 13 922 km² med cirka 113 200 invånare. Befolkningstätheten är 8 invånare/km². Departementet ligger i Región Noroeste (Nordvästra regionen).
Huvudorten är Paysandú med cirka 84 200 invånare.

## Förvaltning
Departementet förvaltas av en Intendencia Municipal (stadsförvaltning) som leds av en Intendente (intendent), ISO 3166-2-koden är "UY-PA".
Departementet är underdelad i municipios (kommuner).
Paysandú inrättades den 27 augusti 1828 som 1 av de ursprungliga 9 departementen.